# Рамболд, Хорас
Хорас Рамболд, 9-й баронет (англ. Horace George Montagu Rumbold; 5 февраля 1869 — 24 мая 1941) — британский дипломат. Входил в Тайный совет Великобритании с 1920 года.
Родился в семье 8-го баронета Рамболда, британского посла в Австро-Венгрии в 1896—1900 годах. Учился в Итоне.
На дипломатической службе с 1891 года.
В 1920—1924 годах — британский верховный комиссар в оккупированном Константинополе. В 1924—1928 годах — посол Великобритании в Испании, в 1928—1933 — в Германии.
В 1925 году был председателем комиссии по урегулированию Петричского инцидента.
В своём завершающем работу в Германии отчёте в Форин-офис от 26 апреля 1933 года писал:

[Гитлер] отталкивается от предположения, что человек является борящимся животным, поэтому народ является боевым союзом, объединением бойцов… страна или раса, которая перестаёт бороться — обречена… Пацифизм — самый страшный грех… интеллект имеет второстепенное значение… Воля и решимость — высшее достоинство. Только грубая сила может обеспечить выживание расы. Новый Рейх должен собрать в свои ряды все рассеянные немецкие элементы в Европе… Что необходимо Германии — увеличение территории… [Гитлеру] мысль, что есть что-то предосудительное в шовинизме, совершенно неприемлема… Кульминацией образования военной службы [для молодежи] — образование в максимальной агрессивности… Это обязанность правительства привить людям чувство сурового мужества и страстной ненависти… интеллектуализм нежелателен… Неугодно проповедовать международное взаимопонимание… [он] говорил с насмешкой о таких документах, как обманчивый мир пактов и выражал такие идеи, что обманчив дух Локарно. Оригинальный текст (англ.)[Hitler] starts with the assumption that man is a fighting animal; therefore the nation is a fighting unit, being a community of fighters…A country or race which ceases to fight is doomed…Pacifism is the deadliest sin…Intelligence is of secondary importance…Will and determination are of the higher worth. Only brute force can ensure survival of the race. The new Reich must gather within its fold all the scattered German elements in Europe…What Germany needs is an increase in territory…[to Hitler] the idea that there is something reprehensible in chauvinism is entirely mistaken…the climax of education is military service [for youths] educated to the maximum of aggressiveness…It is the duty of the government to implant in the people feeling of manly courage and passionate hatred…Intellectualism is undesirable…It is objectionable to preach international understanding…[he] has spoken with derision of such delusive documents as peace-pacts and such delusive ideas as the spirit of Locarno.

С июня 1933 года — в отставке, однако в 1936—1937 годах принял участие в работе Комиссии Пиля в Подмандатной Палестине.